# محوطه شبانکاره
محوطه شبانکاره در شهرستان سرپل ذهاب، بخش مرکزی، دهستان حومه سرپل، ۲ کیلومتری شرق روستای شمشیره داره رش واقع شده و این اثر در تاریخ ۱۸ اسفند ۱۳۸۷ با شمارهٔ ثبت ۲۴۸۴۴ به‌عنوان یکی از آثار ملی ایران به ثبت رسیده است.